# Moosbach (Jonenbach, Affoltern am Albis)
Der Moosbach ist ein rund 2,4 Kilometer langer linker Zufluss der Jonen im Südwesten des Schweizer Kantons Zürich. Er durchfliesst die Gemeinden Affoltern am Albis und Obfelden des Knonaueramts. 

## Geographie

### Verlauf
Der Moosbach entspringt eingedolt auf 485 m ü. M. an der Obfelderstrasse im Südwesten von Affoltern am Albis nahe der Raststätte Knonauer Amt der Autobahn A4. In früherer Zeit erstreckte sich hier ein kleines Moor, durch welches auch der Lindenbach floss. Damals gehörte das Gebiet noch zur Gemeinde Obfelden, ehe die Grenze wenig nach Süden korrigiert wurde.
Der Bach fliesst anfangs unter bebautem Gebiet hindurch nach Nordwesten und nimmt dabei von rechts zwei Entwässerungsleitungen auf, die seit 1920 Gebiete in der Siedlung Chalchofen in den Moosbach entwässern. Kurz darauf überquert er die Grenze zur Gemeinde Obfelden, die hier in einem Zipfel nach Norden ragt. Er unterquert die landwirtschaftlich genutzte Flur Mettenholz, ehe er von dichtem Gehölz verdeckt auf 474 m ü. M. erstmals an die Oberfläche tritt. Der Gehölzsaum folgt dem Bachlauf bis zur Brücke der Zwillikerstrasse zwischen Bickwil und Zwillikon, nach der er direkt die Gemeindegrenze zu Affoltern am Albis überquert.
Er bildet nun auf seinem leicht mäandrierenden Bachlauf den südlichen Waldrand des Chüeweidhölzli und bildet dabei ein kleines Moor. In wenig Abstand zum linken Ufer zieht sich gleichzeitig bis zur Brücke beim Schützenhaus die Gemeindegrenze entlang. Der Bach durchquert nun eine würmeiszeitliche Endmoränenlandschaft, während er zwischen den Fluren Haldenmoos am linken und Zwillikermoos am rechten Ufer vorbeifliesst. Das Zwillikermoos war früher ein ausgedehntes Flachmoor, ehe der Boden landwirtschaftlich nutzbar gemacht wurden. Ein kurzer rechtsseitiger Zufluss ist heute nicht mehr vorhanden.
Der Moosbach fliesst kurz nach Norden, bevor eine beim Steinacher bis zu 485 m ü. M. hohe Moräne den Bach zu einem grösseren Bogen nach Osten zwingt. Am rechten Ufer ziehen sich nun zwei weitere Moränen entgegen der Fliessrichtung nach Südosten. Der Abhang der östlichen Moräne lenkt den Bach nach Norden ins Siedlungsgebiet von Zwillikon. Der Moosbach wird eingedolt und unterquert dabei die Alte Affolterstrasse und die Ottenbacherstrasse.
Der Moosbach mündet schliesslich nach einem niedrigen Wasserfall auf 464 m ü. M. beim Zwillikerweiher direkt bei der Brücke der Ottenbacherstrasse von links und Süden kommend in den Unterlauf der Jonen.

### Einzugsgebiet
Das Einzugsgebiet des Moosbachs misst 1,77 km², davon sind 58,3 % Landwirtschaftsfläche, 25,8 % bestockte Fläche sowie 15,9 % Siedlungsfläche. Der höchste Punkt des Einzugsgebiets wird mit 532 m ü. M. am Isenberg erreicht, die durchschnittliche Höhe beträgt 488 m ü. M. und die minimale Höhe 464 m ü. M. Der mittlere Jahresniederschlag liegt zwischen 1098,95 mm im Quellgebiet und 1225,25 mm im restlichen Einzugsgebiet. Neben Affoltern am Albis und Obfelden erstreckt es sich über kleine Gebiete auf der östlichen Seite des Isenbergs, die zur Gemeinde Ottenbach gehören.